# Pål Bang-Hansen
Pål Helge Bang-Hansen (Oslo, 29 juli 1937 - 25 maart 2010) was een Noors film- en televisieacteur, filmregisseur, filmrecensent, scenarioschrijver en televisiepersoonlijkheid.
Hij was een zoon van schrijver Odd Bang-Hansen en broer van acteur en toneelregisseur Kjetil Bang-Hansen. Als kind speelde hij in 1949 mee in de film Gategutter van Arne Skouen en in 1952 in de kinderfilm Tom og Mette på sporet. Zijn eerste filmregie was Skrift i sne uit 1966. Zijn satirische film Norske byggeklosser (1972) werd een groot succes.
Bang-Hansen was in zijn vaderland het meest bekend als filmcriticus, die veertig jaar voor de Noorse televisie werkte (van 1967 tot 2007).